# Oriol-en-Royans
Oriol-en-Royans este o comună în departamentul Drôme din sud-estul Franței. În 2009 avea o populație de 517 de locuitori.

## Evoluția populației
| An        | 1975 | 1982 | 1990 | 1999 | 2006 | 2009 |
| --------- | ---- | ---- | ---- | ---- | ---- | ---- |
| Populație | 308  | 329  | 349  | 377  | 496  | 517  |